# Alderton (Suffolk)
Pour les articles homonymes, voir Alderton.
Alderton est un village et une paroisse civile du Suffolk, en Angleterre.